# Lac Kinney
Pour les articles homonymes, voir Kinney.
Le lac Kinney est un lac glaciaire situé sur la rivière Robson (en), affluent du Fleuve Fraser. Le lac est situé dans le parc provincial du Mont Robson en Colombie-Britannique, juste au sud du Mont Robson.
Son nom lui a été donné en 1907 par Arthur Philemon Coleman, professeur de géologie à l'Université de Toronto, en hommage à son ami le révérend George Kinney. Il a été cartographié pour la première fois en 1911 par Arthur Oliver Wheeler (en).

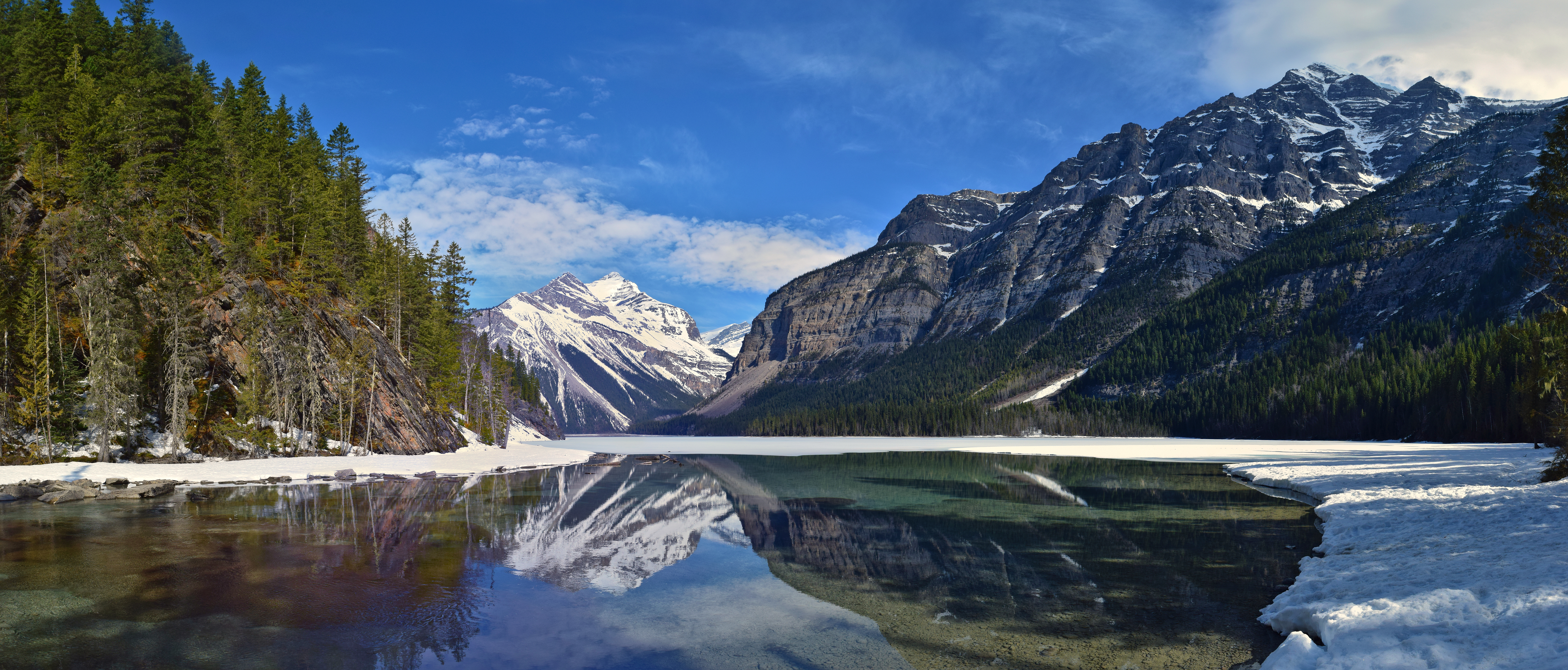
Le lac Kinney et le mont Whitehorn.